# Calanthe fulgens
Calanthe fulgens är en orkidéart som beskrevs av John Lindley. Calanthe fulgens ingår i släktet Calanthe och familjen orkidéer.
Artens utbredningsområde är Sikkim. Inga underarter finns listade i Catalogue of Life.